# Селище (Тывровский район)
Се́лище (укр. Селище) — село на Украине, находится в Тывровском районе Винницкой области. Ранее это село называлось Черленков, Черленковград, Новый Черленков и Седлище.
Код КОАТУУ — 0524585601. Население по переписи 2001 года составляет 2179 человек. Почтовый индекс — 23316. Телефонный код — 4355.
Занимает площадь 0,317 км².

## Адрес местного совета
23316, Винницкая обл., Тывровский р-н, с. Селище, ул. Октябрьская, 104а; тел. 3-61-42.

## История
В 1362 году князь Ольгерд одержал победу над татарами и земли Подолья вошли в состав Великого княжества Литовского. Племянники Ольгерда, братья Кориатовичи, заложили несколько деревянных крепостей для контроля над важнейшими дорогами и переправами на границах своих владений. Возле такой крепости и возник поселок, позже получивший название Черленков, он же Черленград, названный по имени владельцев, рода Черленковских, потомков именитого боярского рода Кмитичей.
В 1448 году Черленков получил Магдебургское право и герб. В начале XVII века в городе были основаны два монастыря — католический и униатский. В начале XVI века, видимо, деревянная крепость была перестроена в каменную.
В 1624 году татарская орда Кантемир-мурзы разрушила Черленковский замок и сожгла город. После этого замок утратил оборонное значение. Восстановленный город назвали Новым Черленковым.
В 1670 году Атанас Черленковский принял монашеский постриг и пригласил в Черленков монахов из Почаева, подарив им село Ровец. Монахи построили недалеко от замка монастырь, руины колокольни которого сохранились до наших дней.
Во времена Руины в Черленков сбежали доминиканцы из уничтоженного казаками винницкого доминиканского монастыря. Монахи василиане приняли доминиканцев у себя в замке, отдав им первый этаж, а сами разместились на втором.
Замок известен также тем, что в нём укрывалась от гайдамаков Чарнецкая (в девичестве Черленковская) вместе со старым слугой. Запершись в башне, Чарнецкая пересидела набег. После Черленковских замок принадлежал Шашкевичам, Чарнецким, Куницким, Нитославским.
В 1750 году замок в качестве приданого перешел в собственность трахтемировского старосты, житомирского подчашего Станислава Щенёвского. Он отреставрировал и укрепил замок, установил пушку. Щенёвский также построил дом, использовав кирпич от разобранных старых построек. От замка остались только башни и стены. Одна башня (над рекой) была переделана под усыпальницу Щенёвских, в 1820 году там был похоронен Игнат Щенёвский, гробы в усыпальнице висели на цепях. В 1930-х гг. усыпальницу разрушили, один из гробов использовали как мостик через ручей, остальные гробы бросили в реку.
Вторую из сохранившихся башен в советские времена пытались взорвать, но три её стены уцелели.
В настоящее время бывшая территория замка застроена частными домами. Рядом с руинами строят туристическо-развлекательный комплекс с гостиницей, рестораном и музеем.

## Достопримечательности
- Руины Черленковского замка.